# Aziz Asimov

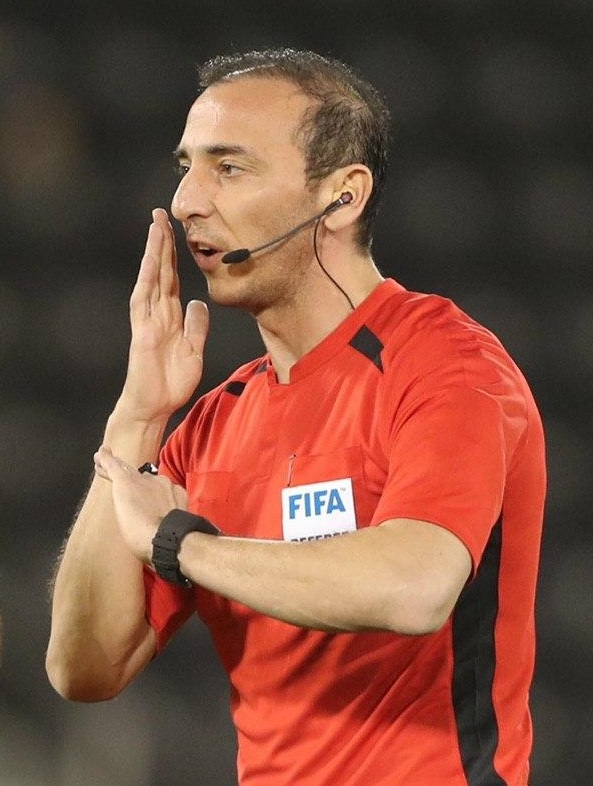
Aziz Asimov

Aziz Asimov (* 14. Oktober 1981) ist ein usbekischer Fußballschiedsrichter.
Asimov leitet Spiele in der usbekischen Fußballliga. Von 2013 bis 2022 stand Asimov auf der Liste der FIFA-Schiedsrichter und leitete internationale Fußballspiele. In der AFC Champions League debütierte er im April 2017 und hatte insgesamt zehn Einsätze.
Beim Fußballturnier der Asienspiele 2018 in Indonesien leitete er zwei Gruppenspiele, das Viertelfinale zwischen den Vereinigten Arabischen Emiraten und Nordkorea (1:1 n. V., 5:3 i. E.) sowie das Finale um Gold zwischen Südkorea und Japan (0:0, 2:1 n. V.).
Zudem leitete er Spiele in der Asien-Qualifikation für die Weltmeisterschaft 2018 in Russland und die Weltmeisterschaft 2022 in Katar (sechs Spiele), beim AFC Cup, bei der U-23-Asienmeisterschaft 2022 in Usbekistan sowie Freundschaftsspiele.